# Джон Антілл
Джон Генрі Антілл (англ. John Henry Antill; 8 квітня 1904, Сідней — 29 грудня 1986) — австралійський композитор і диригент.
У шкільні роки Джон відвідував хорову школу собору Святого Андрія у 1914-18 роках, де він отримав основи музичної освіти. Після закінчення Сіднейської консерваторії працював у пересувній оперній трупі як співак, трубач в оркестрі, концертмейстер і помічник капельмейстера, потім — у Сіднейському симфонічному оркестрі. У 1934—1939 — керував хором Сіднейського радіомовлення. Під час Другої світової війни працював на лондонському радіо; після 1945 року — керівник музичного відділу Сіднейського радіомовлення.
У 1971 році нагороджений орденом Британської імперії.
Твори
- балети — «Карроборі» («Corroborree», 1947, Лондон, 1950, Сідней), «Сентиментальний малий» («The sentimental Bloke»);
- опера — «Ендіміон» («Endymion»);
- кантата — «Пісня Агарі» («The song of Hagar») для соліста, хору хлопчиків і оркестру;
- цикли австралійських пісень.